# ラシャイダ人
ラシャイダ人（ラシャイダじん、英語: Rashaida People、アラビア語: اَلرَّشَايِدَة, al-Rashaʾida(h), アッ＝ラシャーイダ）は、アラビア半島、東部アフリカの民族。

## 概要
ラシャイダ人は、ベドウィン族のうち紅海を挟んだアラビア半島とアフリカの両岸に居住した民族である、アラブ民族のバヌー・アブスから枝分かれしたとされるبَنِي رَشِيد（Banī Rashīd, バニー・ラシード）族の子孫らである。ラシャイダの名称はこのラシード族成員らを意味する複数形 رَشَايِدَة（Rashaʾida(h), ラシャーイダ）が由来となっている。
ラシャイダは元々居住していた地域のアラビア語一方言ヒジャーズ方言を保持しており、大半の成員が移住当時のヒジャーズ方言を話している。また一部はティグレ語を話すこともできる。
ラシャイダ人は現在のエリトリアでは唯一の遊牧民的な習慣を維持している民族集団である。1996年のエリトリア政府の統計によれば、エリトリア国内に居住するラシャイダ人の人口は76,000人であり、エリトリア国民全体の2.4%を占める。

## 歴史
ラシャイダの一部はアラビア半島（現サウジアラビア王国近辺）側に居住するが、一部は移住先であるスーダン東部、エリトリアの北部海岸部及びダフラク諸島、エジプトなどに居住している。
このラシャイダ人は1846年にアラビア半島での戦乱や旱魃を受けてスーダン北東部からエリトリアにかけて移住、その他近接するエジプトにも移住が行われた。
アフリカに移住したラシャイダはアラビア半島に居住していた時代の伝統的な衣服、文化、生活習慣及びイスラム教スンニ派の信仰を維持している。
1951年以降エチオピアとの連邦および支配下に入った際にはラシャイダの遊牧の習慣がエチオピア軍を刺激し、たびたび衝突が起きた。このため、エリトリア独立戦争の際にはラシャイダ人はエリトリア解放戦線(ELF)に協力した。1990年代前半の独立以降エリトリア政府は遊牧の習慣があるラシャイダ人に対し、アスマラの北西35マイル離れたシェエブ付近に定住地を定め農業に従事し定住するように指導している。しかしながらシェエブは本来の居住地から遠く、旧来の習慣から離れた農業従事による定住を選ばないラシャイダ人も多い。

## 文化
ラシャイダ人はベドウィンの遊牧民的習慣を維持して生活している。ヤギ革製のテントで起居し、ヤギや羊の牧畜及び宝石類の加工を生業としている場合が多い。多くの者が文字が読めないため、牧畜に従事する者は飼育している動物の母系の系図をそれぞれについて8世代近くまで暗記する習慣を持つ。ラシャイダの女性は赤と黒が特徴的な衣服を身に纏い、顔を覆うブルカを5歳以上になると身につける。男女の自由な交際を認める文化がないため、結婚は多くの場合家族によって取りまとめられる。結婚の準備が整った、あるいは結婚を求める女性は、自分が結婚を望んでいる男性に対してのみブルカを外してその顎を見せる。結婚の際に花婿の家族は花嫁の家族にラクダ100頭を贈るしきたりになっている。

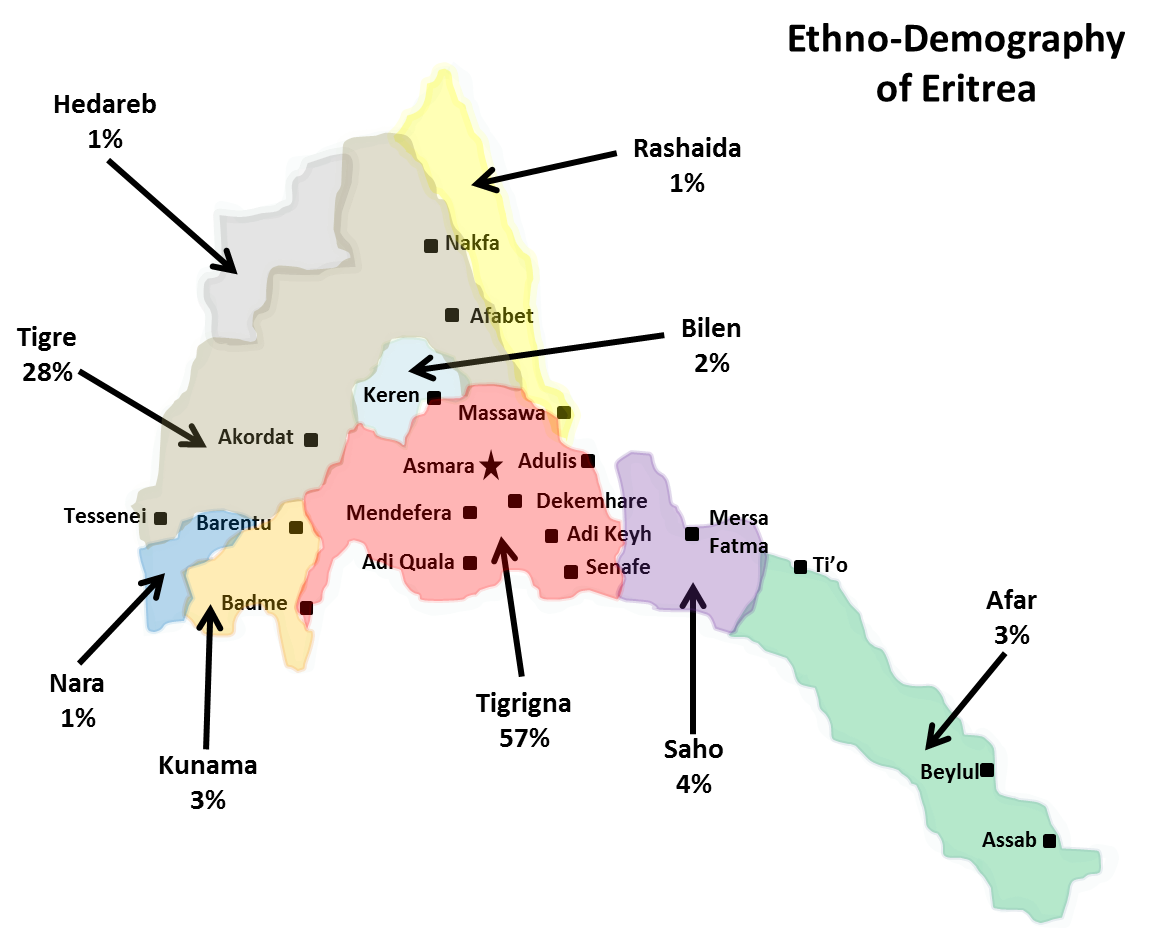
エリトリアの民族分布。ラシャイダ人の居住地域は東北部の黄色。